# Cetologi
Cetologi (fra græsk κῆτος, kētos, 'hval', og -λογία, -logia) er den del af zoologien, der omhandler studiet af de ca. firs arter af hvaler, delfiner og marsvin i den videnskabelige orden Cetacea. 
Personer der har specialiseret sig i studiet af hvaler kaldes cetologer. Cetologien omfatter hvalers evolution, udbredelse, morfologi, anatomi, adfærd og mere.
| Biologi | Spire Denne artikel om biologi er en spire som bør udbygges. Du er velkommen til at hjælpe Wikipedia ved at udvide den. |